# 人魚シリーズ
『人魚シリーズ』（にんぎょシリーズ）は、高橋留美子による日本の読み切り漫画シリーズの総称、およびこれを原作としたOVA・テレビアニメ・小説・ラジオドラマ作品。「人魚の森」が第20回（1989年）星雲賞コミック部門を受賞している。
なお、人魚シリーズという総称は2003年後半に発刊された単行本以後に用いられているものである。

## 概要
『週刊少年サンデー増刊号』、『週刊少年サンデー』（小学館）に不定期掲載。単行本は小学館：るーみっくわーるど すぺしゃるより「人魚の森」「人魚の傷」の2巻、少年サンデーコミックススペシャルより「人魚の森」「人魚の傷」「夜叉の瞳」の3巻が刊行中。
肉を食べれば永遠の命が得られるという人魚。その肉を食べて不老不死となってしまった湧太と真魚の2人の旅を物語の主軸とし、“永遠に生き続けることの苦悩”“不老不死を求める人間の愚かさ”“命の意味”などがメインテーマとなっている。
この作品での人魚は日本古来の伝説に登場する醜悪な化け物として扱われている。ストーリーもバッドエンディングやしこりが残る終わり方が多く、ギャグ要素の強い作品の多い高橋作品の中では異色作として扱われる場合もあるが、このようなシリアスな作風は過去の短編作品にも存在し、『犬夜叉』にも受け継がれている。
1991年に『人魚の森』、1993年に『人魚の傷』として、それぞれビクター音楽産業よりOVAとして製作・発売された。
2003年にテレビアニメ「高橋留美子劇場」枠の後半（第2クール）において俗に高橋留美子劇場 第2シリーズとも呼ばれる高橋留美子劇場 人魚の森としてテレビアニメ化、全11話。

## あらすじ
現代より約500年前。漁師の湧太は仲間と共に浜に流れ着いた人魚の肉を面白半分に食べてしまう。すると仲間は次々に死んでいき、湧太だけが生き残り、不老不死の体となってしまった。
不老不死の妙薬と呼ばれる人魚の肉。それは力が強すぎるために、普通の人間にとっては猛毒であり、死ぬか、“なりそこない”と呼ばれる化け物に変わる。それに耐え切り不老不死を得ることができる者は、数百年に一人。湧太がその一人の人間であった。そのために湧太は、人と交われぬ永遠の孤独をその身に背負うことになる。親しいものは皆死に絶え、永遠の時を生きなければならない。いつしか湧太は元の人間に戻ることを切望するようになる。
元の人間に戻るためには人魚に会うこと、「人魚に会えば何とかなる」と聞かされた湧太は人魚を探す旅を続けることになった。戦国、江戸、明治、大正、昭和。数多き時代を流れ生きる湧太だったが、ある日ついに人魚の里を見つけ出す。
湧太がそこで出会ったのは、囚われの身の少女・真魚であった。彼女は人魚の里の陰謀により人魚の肉を食べさせられて不老不死になった人間だった。
「元の人間に戻る方法は無い」と言い渡された湧太は、助け出した真魚と共に旅に出る。その永遠の旅の中、彼らは「人魚の伝説」に翻弄される人々の悲哀を見続ける。

## 登場人物
声の項は特記ない限りテレビアニメ版のキャストとし、それ以外のものは別途記載する。

### 主要人物
湧太（ゆうた）
声 - 山寺宏一（テレビアニメ版、OVA版） / 野口五郎（ラジオドラマ版）
本作の主人公。500歳。非常に落ち着きがあり常に達観している。500年前は漁師をしていたが、仲間が見つけてきた人魚の肉を興味本位で食べたことにより不老不死の身体になるが一緒に食べた仲間は全員が死亡した。暫くは故郷で妻を娶って暮らしていたが、歳を取らない自分が怖いと老いていく妻に言われたことで普通に死ねる体に戻りたいと思うようになる。人間に戻れる方法を人魚に教えてもらうため、人魚を探して漂泊の旅を続けていた。人魚の里でそのような方法は存在しないと聞かされてからは、そこで救出した真魚と2人で旅を続ける。
真魚（まな）
声 - 高山みなみ（テレビアニメ版、OVA版） / 島田歌穂（ラジオドラマ版）
本作のヒロイン。舞台が現代（昭和50年代後期頃以降）の話に登場。自身が育った集落は瀬戸内地方にある。世間知らずなお転婆娘で、勝気かつ男勝りな性格。その時々に拉致されたり囚われた先でも臆することなく食事をするなど非常に逞しい。赤子の時にさらわれ、人魚の里で足枷をはめられたまま15歳まで育てられ、鮎（人魚）の肉を食べさせられて不老不死となった。人魚は、人魚の肉を食べて不老不死になった人間の肉を食べると若返り、その食べた人間の顔になることができるため、彼女は美しく成長するまで育てられていた。真魚自身は足枷から解き放たれて「歩きたい」とただ只管に願っており、枷を外された際には一度も歩いたことのない足ながら自力で立ち上がった。湧太に助けられて以後は共に旅をしている。
旅を始めた当初は、寄せ場の飯炊き手伝いをさせられても茶を淹れ方も知らず、茶筒に直接湯を注いでいた。

### 人魚は笑わない
おばば
声 - 滝沢ロコ / 大方斐紗子（ラジオドラマ版）
人魚の里の村長格であり、真魚を世話していた老婆。真魚に人魚の肉を食べさせ不老不死にすることには成功したが、人魚に食べさせて若返らせることは湧太により阻止された。正体は人魚ではなく不老不死になった人間。不老不死とはいえ、老いさらばえた自分が生きていくために人魚に協力していたが、人に戻れなくなった人魚たちと里に残った。
鮎（あゆ）
声 - 本間ゆかり
人魚の里の中で1番長く生きたとされる人魚。真魚が15歳になった際、不老不死にさせるための生贄として里の人魚たちに殺された。
鰍（かじか）
里の人魚の一人。里の人魚達はほとんどは老婆の顔立ちをしているが、何故か鰍と鮎を含めた4人の人魚だけが同じ若い女性の顔立ちをしている。なりそこないを殺す毒を持ち歩いており、湧太達がなりそこないに遭遇した際に仕留めたが負傷する。

### 闘魚の里
鱗（りん）
声 - 桑島法子 / 島田歌穂（ラジオドラマ版）
戦国時代の海賊の頭領の娘。海賊と言っても通行料として「積み荷の一割」を徴収している。病気の父にかわり頭領をしていた時に湧太に出会う。病気の父に人魚を食べさせるために湧太と人魚を探していた。湧太に好意を寄せていたが、想いが叶うことはなかった。
砂（いさご）
声 - 折笠愛 / 三浦真弓（ラジオドラマ版）
鱗たちとは敵対関係にある海賊「逆髪衆」の頭領の女房。元々は3年前に夫を逆髪衆の頭領に殺された人質だったが、現在は頭領に取り入り頭角を現す。湧太と鱗に人魚を探させるために鱗の父を刺し、逆上した鱗に殺害されるが生き返る。正体は陸の人魚であり、3年間胎内に宿している陸の人魚の血を引く前夫の子の滋養のために「海の人魚」の肉を必要としていた。逆髪衆が人魚の肉を食べ壊滅した後、崖から身を投じ人魚の姿に戻って海に還った。
鱗の父（りんのちち）
声 - 有本欽隆
海賊の頭領であるが病気になっている。嫡子の藤吉（演:豊嶋真千子）が幼いため鱗が代わりを務めている。欲をかくと碌なことにならないと「ほどほどにやる」ことを信条としている。
逆髪衆の頭（さかがみしゅうのかしら）
声 - 広瀬正志
鱗たちとは敵対関係にある海賊「逆髪衆」の頭領。襲った船は皆殺しにし全てを奪ったり、部下を撲殺するなど相当残虐な性格。人魚の肉を食べ一時は適合したかのように思われたが、配下の者と同じくなりそこないになり最期を迎えた。

### 人魚の森
神無木登和（かんなぎ とわ）
声 - 島本須美 / 土井美加（OVA版）
60年前に不治の病に冒されたが、双子の妹（佐和）が持ち出した秘伝の人魚の生き血を口にしたため、生き永らえる。その副作用で髪は白髪になり、右腕だけがなりそこないになってしまった。以後死亡したことにされ、実父が死去するまで座敷牢に幽閉されていた。姿は少女のままだが、肉体は衰弱している。右腕は若い女性の死体の腕を挿げ替えることができるが、数年で元のなりそこないに戻る。自分を不老不死の実験台にしておきながら女としての人生を歩んでいった妹を恨み、復讐として妹を「人として死なせない」ようにするがために人魚の肉を欲していた。後に湧太達を利用して人魚の肉を手に入れることに成功し佐和に食べさせようとするも、彼女が死んでしまったことで復讐は果たすことが出来なかった。最後は失意の中、湧太達に人魚に関わる物全てを燃やすよう頼み、その炎に身を投じて終わらせた。
神無木佐和（かんなぎ さわ）
声 - 京田尚子 / 此島愛子（OVA版）
声（若い頃） - 池澤春菜 / 山崎和佳奈（OVA版）
登和の双子の妹。永遠の美貌を欲し、登和に人魚の生き血を飲ませ実験台にした。登和の症状から人魚の生き血を飲むことを断念し、神無木家と生け捕りにした人魚の隠し場所「人魚塚」を相続する。結婚し息子がいたが、息子は第二次世界大戦（太平洋戦争）で戦死、夫にも先立たれた。最後は登和に人魚の肉を食べるよう迫られるが心臓麻痺で死亡してしまい、図らずも人間としての生を全うしたがために登和を落胆させた。
椎名（しいな）
声 - 依田英助 / 槐柳二（OVA版）
声（若い頃） - 三戸耕三 / 田中和実（OVA版）
神無木家の主治医。事故により一時的に死んでいた真魚を神無木家に運び、その腕を登和に移植しようとした。かつては登和の婚約者でもあり、軟禁状態の彼女を連れ出そうとしたこともあったが、佐和への復讐に固執する登和に拒否された。

### 夢の終わり
大眼（おおまなこ）
声 - 郷里大輔
かつては漁師であったが、人魚の肉を食べてなりそこないになった。シリーズ内のなりそこないの中で唯一、理性を残し言葉を話すことが出来る。人魚の肉の副作用のせいで時々理性も失われて人間を襲うため、化け物として恐れられ、山で落人のような暮らしをしていた。一時的に死んでいた真魚を救い、同じ不老不死の彼女に好意を寄せる。最後は湧太によって命を断たれ、死の直前には本来の人間の心を取り戻した。

### 約束の明日
木暮苗（こぐれなえ）
声 - 天野由梨
60年前に湧太と惹かれあった女性。英二郎と婚約しており、湧太と駆け落ちしようとしていたが、湧太が拒否した直後に行方不明となり死亡したことにされていた。なお、親に決められた結婚相手である英二郎の事は全く相手にしていなかった。実は英二郎に殺され、その遺体は人魚の灰が撒かれた谷に57年間も腐敗せずに埋められていた。苗が生前に隠していた人魚の灰を探しあてた英二郎により57年後に甦ったが、生きる屍に過ぎず、常に虚ろな状態で平気で人殺しをする残忍な性格に変わり果てていた。湧太への想いは残り、彼との約束を果たそうと谷へ向かう。人魚の灰の効きめが切れる直前に、湧太の前で正気に戻り、彼の腕の中で亡くなった。
英二郎（えいじろう）
声 - 大木民夫 / 60年前：松本保典
苗の許婚だったが相手にされず、湧太との駆け落ちを妨害し苗を殺害した。人魚の灰で蘇らせようとしたが、苗が人魚の灰を隠していたため、財閥の娘と政略結婚し、隠されていそうな土地を買収して捜索していた。許婚であったが苗に対する恋心は本気であり、その想い故に性格を歪ませ、現在は部下に一般人の殺害を平然と命じる冷酷な性格となってしまった。杖には刀が仕込んである。
草吉（そうきち）
声 - 稲葉実 / 60年前：頓宮恭子
少年時代に苗に仕えていた男。彼女が行方不明になっても生存を願っていた。60年ぶりに湧太と再会するも、苗の願いをかなえられなかった彼に若干のわだかまりを感じていたが、基本的には協力的。

### 人魚の傷
真人（まさと）
声 - 大本眞基子 / 原田優一（OVA版）
湧太達が電車で出会った少年。その正体は人魚の肉を食べて不老不死になり800年間生きてきた人間で、シリーズ内では最年長。表は弱気な性格だが、裏では目的のためなら手段を選ばない冷酷な性格。子供の姿のまま成長できないために一人で生活できず、養ってもらえる大人の女性を探すために多くの人間に人魚の肉を食べさせ、なりそこないにした。初めは慕っていた雪枝を不老不死にしようと人魚の肉を食べさせるも彼女がなりそこないになったため、既に不老不死である真魚を狙い、湧太を殺害しようとする。有刺鉄線や斧、スタンガン、果ては第二次世界大戦で手に入れた拳銃まで用い、湧太を一時死に追い込むほど苦しめた。最期は車を運転して逃げようするも、大型トラックと衝突した後（OVA版では大型トラックと衝突した後、落下した車もろ共爆破）に生死不明となる。美沙が死んでいるのを確認した時は涙を拭っていたり真魚の気迫に結局は折れて諦めるなど人間味は残っており「俺たちみたいなのがいちいち人を好きになってちゃ、たまらねえじゃねえか」と湧太に吐露するなど、冷酷な素振りは長年の悲しみの裏返しでもあった模様。
美沙（みさ）
声 - 佐久間レイ / 高島雅羅（OVA版）
東京大空襲後に真人によって不老不死にされた女性で、夫はその前に戦死し実の息子は空襲で失ったばかりだった。人魚の力が弱まってきている。初めは真人を亡くした子供のように思い共に暮らしていたが、次第に彼を気味悪がって去り、その後は資産家と結婚したが夫はクルーザーの事故で亡くなり、その事故が記事に載ったのを見たのか真人がやって来る。その後は再び親子として生活していた。しかし不死能力が落ちた自分の代わりを探すという真人から、新たな犠牲者を減らす為に真人の持つ人魚の肉を葬ろうと様々な手を尽くす。それに固執するあまり湧太に襲い掛かったこともあり、湧太からは人魚の肉を狙う敵と誤解される。最期は真人によってなりそこないになってしまった雪枝によって致命傷を負わされ死亡し、遺体は真人に燃やされた。
雪枝（ゆきえ）
声 - 本多知恵子 / 井上喜久子（OVA版）
美沙の家政婦。明るく優しくて好かれやすいタイプ。結婚が決まり仕事を辞めようとしていたが、美沙の代わりにしようとした真人によって人魚の肉を食べさせられなりそこないとなり、湧太に攻撃され死亡する。

### 舎利姫
なつめ
声 - 杉山佳寿子
江戸時代初期に湧太が出会った少女で、見世物小屋で傷を負ってもたちまち治る芸をしていた。実は白骨の状態から法師に左法（邪法）である人魚の肝を使った反魂の秘術を施されて甦った少女であり、常に生き物から生肝を摂取しないと生きられない身体であった。生前の記憶がなく、おとうを本当に実の父親なのか疑っていた。
おとう
声 - 北村弘一 / 若い頃：菅原淳一
なつめの父親で、人間。法師の使った反魂の術を見覚え、それを利用し様々な死者を蘇らせ商いを行っていた。しかし彼の反魂の術は不完全なものであり、復活させられた者は皆、突然骨に還る。どんな姿になっても、生きているのが一番良い事だという考えを持っている。
法師（ほうし）
声 - 加藤精三
なつめの命を狙う僧だが、実は彼女を甦らせた張本人。初めはなつめの骨を抱くおとうの姿を見兼ねて彼女を生き返らせるも、生き物の生肝を捕食するなつめを危惧し元の白骨に戻そうとした。

### 夜叉の瞳
「人魚シリーズ」の中で、この物語だけは唯一映像化されていない。
鬼柳新吾（きりゅう しんご）
湧太が日露戦争前 に働いていた鬼柳家の長男。凶悪を絵に描いたような残虐なサイコパスで、女子供にも容赦一つしない殺人鬼（サイコキラー）。普段からショットガンや斧を持ち歩き殺戮を行う。幼少時から動物への殺傷や放火を平気で行い、残酷な行いを止めようとした姉（晶子）に事故で眼を傷つけられてからは、自分の悪行の全てを姉の責任に転換するようになる。自分をかばう存在である姉の結婚に反対し、遂には晶子の婚約者を毒殺。無理心中を図った晶子に人魚の肉を食べさせられ、挙句父親に惨殺されたが、人魚の肉が適合し不死身になった。隻眼だったため姉の眼球を奪って取り付けていたが、その網膜に自身の瞳を奪おうとする浅ましい姿が焼きついていた。その姿を消すために姉を殺害しようとしたが殺害後も消えなかったため、ついに耐えられなくなって観念し、自ら首を斬り落として自決した。
鬼柳晶子（きりゅう あきこ）
新吾の姉。子供の頃から弟思いで、新吾の残虐な行いを見かね殺そうとする父から弟をかばっていた。猫を殺害しようとする新吾を止めようとして彼の目を刃物で刺して集眼にしてしまい、それ以降は新吾から悪行の責任転換され弟を止めきれずに苦しんでいた。婚約者が弟に毒殺されたのを機に、自責の念から新吾と2人で人魚の肉を食べ心中しようとしたが、彼女だけは仮死状態となり人形のように変わらぬ姿のまま動くことなく現代まで存在していた。最期は新吾に殺害されそうになったが、湧太が代わりに首を打ち落として終わらせた。
鬼柳未亡人（きりゅう-みぼうじん）
鬼柳家の現代の当主。晶子の身体を大きな人形だと思い窓辺に置いていたところ、新吾に譲れとしつこく要求されていた。何回か「過失で新吾を殺害した」と警察に通報したため、近所からは幽霊屋敷と呼ばれていた。晶子の話や新吾について全く何も知らなかったところからすると、2人の存在は封印されたためか一族からも忘れ去られていたようである。
杉子（すぎこ）
鬼柳家で住み込みのお手伝いをしている老婆。子供の時（第二次世界大戦前）に地下牢に幽閉されていた新吾にそそのかされ、結果的に新吾の逃亡を手助けした。老年になって身寄りがなかったため鬼柳家に戻っていた。新吾に怯えるがあまりに一時正気を失っていたが、彼が自殺した後は未亡人から新吾はもうこないと伝えられて落ち着きを取り戻した。

### 最後の顔
七生（ななお）
声 - 藤田淑子
真魚と湧太が出会った10歳の少年。誘拐犯から逃れてきたという彼は傷を負っていたが、粉薬を飲むとたちまち直った。実はこの薬は人魚から作られたもので、ある秘密が隠されていた。本名は不明。
七生の母
声 - 勝生真沙子
本来は祖母。成長して結婚した実の息子から孫を8年前に誘拐し、息子と同じ名前をつけて育てていた。かつて息子を溺愛していたが、25年前に夫と離婚した際に親権を取られたことに悲観し、人魚の肉で無理心中を図ったが一命を取り留め、不老不死となった。結果、彼女の顔には“なりそこない”のようなケロイドが残り、そのうえ激しい痛みが徐々に増す副作用が生じた。その傷を隠し痛みから逃れるために、死体の顔面の皮膚を剥ぎ取り、自身のそれと付け替えていた。七生を自分と同じ不老不死にして永遠に手許に置くために、人魚の薬を少しずつ与えて耐性を付けさせ、いずれ人魚の肉を食べさせるつもりだった。しかし、その計画は真魚と湧太によって阻止され、最後は息子に七生を返し、自らは倉庫を放火してその火中に身を投じ全てを終わらせた（アニメでは失踪する）。
七生の祖母
声 - 巴菁子
本来は曽祖母。七生の母が誘拐してきた後は、一緒に曾孫（七生）と暮らしていた。最後は孫に七生を返した。
男（おとこ）
声 - 高田裕司 / 少年：大本眞基子
七生の実の父で、本当の七生でもある。実の母に無理心中の際には人魚の肉を吐き出したために不老不死にならなかったが、身体に大きな傷が残された。母に息子を誘拐されようやく見つけ出しつれて帰ろうとしたときに、誘拐犯と間違われて逃げられた上に、再会した母に崖から突き落とされて負傷する。最後は母から少年時代に贈った手鏡を返され、彼女を見送る。

## 用語
人魚
本物語におけるテーマである、不老不死に振り回される人間をもたらす原因。人魚自体が登場することは少ない。人魚の肉は非常に毒性が強く、それを食べて不老不死になれる者は僅かである。人魚自身は老化する。人魚が若返るためには人魚の肉を食べ不老不死になった人間の肉が必要。人魚の灰は、地面に撒けば一年中花を咲かすことが出来るうえ、死体さえも蘇るが精神までは完全に再生することはない。頭を打ち落とされなければ、身体に杭を打ち込まれ絶食状態になってミイラのようになっても生存している。
人魚は人間の姿をとって集落を作ることがあり、その際人間の子供を拉致して監禁し、後述の「不老不死」状態の人間を作り出そうとする。不老不死となった人間の肉を食べることでその人間と同じ姿となる。その際に使う人魚の肉は仲間内で最も長く生きた者を殺して肉を採取する。
他にも「陸の人魚」「海の人魚」がいるようであるが、詳細は不明。「陸の人魚」にとって「海の人魚」は捕食対象であり、子供を産む時の栄養源となる模様。
上半身が人間の容姿のときは、人間に化けられ人間と同等の知性を持つが、上半身が醜い化け物の容姿になると知性を失い、不老不死になった人間の肉を食べない限り人間の容姿に戻れなくなる様子。
なりそこない
人魚の肉を食べた人間で不老不死になれなかった者は、死亡するか、生き残っても知性や理性を失い「なりそこない」と呼ばれる半魚人のようなあさましい姿の化け物になる。食べた人間の体質によって、変化の程度はさまざまで、知性や理性をごく僅かだが保つ者もいる。寿命は永遠のようだが、延髄を貫かれるなどで絶命する。人間だけでなく犬や金魚も不気味な姿へと変貌する。原作の初期の描写は3本指であったが、アニメでは5本指に手直しされている。
また、本来不老不死になれない者が人魚の肉ではなく血を飲んだ場合、飲んだ時点の姿と知性と理性はそのまま保つが、凄まじい苦痛の末、髪が白髪化し、肉体の一部がなりそこないと同じ状態になり、不老不死にはならず、外見上はそのままの姿でも、徐々に体力が衰え普通の者と同じく寿命により死亡するなど大きな副作用が起きる。
不老不死
湧太や真魚など人魚の肉を食べて不老不死になった人間。事故や殺害されても驚異的な回復力で甦ることができるがそのつど痛みや苦しみを感じる。本作での不老不死とは肉体の老化がなくなり回復力が飛躍的に向上するということであり、首を切断するか、回復する間もないぐらいに体を焼かれると、甦ることはないとみられる。それ以外にも人魚の肉を腐らせて作った毒薬により命を失う。首以外の部位なら欠損しても他者の身体を奪うことで補うことができ、特に同じ人魚の肉を喰った者の身体は馴染みが良い。

## 作品リスト
- 人魚は笑わない
初出：1984年 『週刊少年サンデー増刊』 8 - 9月号
- 闘魚の里
初出：1985年 『週刊少年サンデー増刊』 9 - 10月号
- 人魚の森
初出：1987年 『週刊少年サンデー』 22 - 23号
- 夢の終わり
初出：1988年 『週刊少年サンデー』 23号
- 約束の明日
初出：1990年 『週刊少年サンデー』 45 - 46号
- 人魚の傷
初出：1992年 『週刊少年サンデー』 5 - 6号
- 舎利姫
初出：1992年 『週刊少年サンデー』 6月増刊号
- 夜叉の瞳
初出：1993年 『週刊少年サンデー』 5 - 6号
- 最後の顔
初出：1994年 『週刊少年サンデー』 7 - 8号

### 単行本情報
るーみっくわーるど すぺしゃる
- 人魚の森 ISBN 4-09-121854-7 1988年4月発行
「人魚は笑わない」から「人魚の森」までを収録
- 人魚の傷 ISBN 4-09-121855-5 1992年12月発行
「夢の終わり」から「舎利姫」までを収録

大判で、表紙に螺鈿色のインクを使用。またカラー原稿もそのまま収録、一部は単行本用に描き下ろしをするなど豪華な装丁だが、発行日の関係から「夜叉の瞳」「最後の顔」は未収録。
高橋留美子 人魚シリーズ
1. 人魚の森 ISBN 4-09-127741-1 2003年10月発行
  - 「人魚は笑わない」から「人魚の森」までを収録

2. 人魚の傷 ISBN 4-09-127742-X 2003年11月発行
  - 「夢の終わり」から「人魚の傷」までを収録

3. 夜叉の瞳 ISBN 4-09-127743-8 2003年12月発行
  - 「舎利姫」から「最後の顔」までを収録

『るーみっくわーるど すぺしゃる』より小型で廉価となり、「夜叉の瞳」「最後の顔」も含めて発表作品を全て収録。

## 関連作品

### ラジオドラマ
1989年11月3日（1990年11月23日にも再放送）にNHK-FM、「FMシアター」において「ミュージカルファンタジー『人魚の森』」（PCM録音・ドルビーサラウンド放送時間75分）として放送された。湧太を野口五郎、真魚と鱗の2役を島田歌穂、おばばを大方斐紗子が当てた。
タイトルのようにオリジナル楽曲によるミュージカル形式で放送されたラジオドラマであったが、ストーリーは「人魚は笑わない」のエピソードに湧太が真魚に戦国時代が舞台の「闘魚の里」のヒロインであった鱗（りん）との出来事を話す場面が挿入されたものであり「人魚の森」のエピソードは含まれていない。また真魚の設定が原作の15歳ではなく18歳とされ、恋愛小説に憧れる描写がされていたが、それ以外は原作と設定はほぼ同じであった。

### 小説
- 人魚の森 1994年発行 小学館スーパークエスト文庫 ISBN 4-09-440241-1
  - 『人魚の森』のエピソードとして、『うる星やつら』のシナリオを担当した金春智子が担当し、原作と挿絵を高橋留美子が担当（挿絵の構図が異なる）している。内容はほぼ漫画版を踏襲しているが、一部加えられた部分もある。なお2人のプロフィールが、当時低迷していた「救われない」「救いようのない」阪神ファンであると紹介されている。
- 約束の明日 1995年発行 小学館スーパークエスト文庫 ISBN 4-09-440242-X

### OVA
廃盤のため入手困難であったが、2008年からDVDレンタルが開始。原作にはない独自の設定がされている。いずれの作品も、後にテレビアニメでリメイクされている。

#### 人魚の森（OVA）
1991年8月発売、全55分。
原作と時代設定が微妙に異なる。冒頭の「二・二六事件」（1936年（昭和11年））で、湧太がクーデター部隊に射殺されるというオリジナルエピソードから55年後と論述する場面がある（1991年であると特定できる）。またメイン舞台を能登半島と設定しているが、これも原作にはない部分である。他にも、真魚が最初に死亡した原因が「ダンプカーに轢かれる交通事故」から「崖下に転落」へ変更。椎名医師が後を追って自殺するなど原作とのストーリーの差異が多く、クライマックスの部分でも原作から若干変更されている個所がある。
声の出演
- 湧太 - 山寺宏一
- 真魚 - 高山みなみ
- 登和 - 土井美加
- 佐和 - 此島愛子（少女時代：山崎和佳奈）
- 椎名 - 槐柳二（青年時代：田中和実）

スタッフ
- 監督 - 水谷貴哉
- キャラクターデザイン・作画監督 - 一石小百合
- 脚本 - 大久保昌一良
- 美術監督 - 金村勝義
- 撮影監督 - 野口肇
- 音響監督 - 本田保則
- 音楽 - 川井憲次
- プロデューサー - 浅見勇、仙田勇
- COプロデューサー - 佐々木史朗、奥野敏聡、神田修吉
- アニメーション制作 - オービー企画
- 製作 - 小学館、ビクター音楽産業

挿入歌
「時の漂泊」
作詞 - 松本花奈策 / 編曲 - 川井憲次 / 歌 - 広谷順子
エンディングテーマ
「森を抜けて-Born to love you-」
作詞 - 山田ひろし / 作曲 - 間瀬野憲治 / 歌 - 深津絵里

#### 人魚の傷（OVA）
1993年9月発売、全46分。
残酷な表現があるものの、TV版とは異なりR指定は無い。
声の出演
- 湧太 - 山寺宏一
- 真魚 - 高山みなみ
- 真人 - 原田優一（子役）
- 美沙 - 高島雅羅
- 雪枝 - 井上喜久子
- 春代 - 峰あつ子

スタッフ
- 監督 - 浅香守生
- キャラクターデザイン・作画監督 - 高橋久美子
- 脚本 - 浦畑達彦
- 美術監督 - 金子英俊
- 撮影監督 - 山口仁
- 音響監督 - 本田保則
- 音楽 - 都留教博
- アニメーション制作 - マッドハウス
- 製作 - 小学館、ビクターエンタテインメント

挿入歌
「永遠の涙」
作詞 - 松本一起 / 作曲・編曲 - 都留教博 / 歌 - 新居昭乃
エンディングテーマ
「Beads of tears」
作詞 - さいとうみわこ / 作曲 - 内田成滋 / 編曲 - 井上日徳 / 歌 - 持田真樹

### パッケージメディア
OVA
- 人魚の森（VHS、セル/レンタル）※廃盤
- 人魚の傷（VHS、セル/レンタル）※廃盤

TV
- 人魚の森DVD-BOX（ポニーキャニオン）（R-15指定）
  - 映像内容は単品とほぼ同じ。

1. 人魚の森Vol.1
  - 第一話から第三話収録

2. 人魚の森Vol.2
  - 第四話から第六話収録

3. 人魚の森Vol.3
  - 第七話から第九話収録

4. 人魚の森Vol.4（R-15指定）
  - 第十話から最終話（未放送分含む）収録

セル版では上記の通りだがレンタル版では指定を受けていない2話分と指定を受けている未放送分に分けることで対処している。

### テレビアニメ
『高橋留美子劇場 人魚の森』として、2003年10月5日から同年12月21日まで、全11話が深夜帯に放送された。前半は原作通りであるが後半は原作の最終話と一部の話がズレた展開となっている。
第十二話・最終話は内容的に残酷な表現があり、テレビで放送できるように脚色するのが難しいため未放送、DVDに収録するに留め、収録されたDVD第4巻およびレンタル版の第5巻は、中学生以下は視聴できないR15指定を受けている。

#### スタッフ
- 監督 - 奥脇雅晴
- シリーズ構成 - 宮下隼一
- キャラクターデザイン - 佐藤正樹
- 色彩設計 - 児玉尚子
- 美術監督 - 徳田俊之、東潤一
- 撮影監督 - 杉浦充
- 編集 - 岡田輝満
- 音響監督 - 浦上靖夫
- 音響効果 - 横山正和
- 音楽制作 - 原田末秋
- 文芸担当 - 飯沢洋子
- 制作担当 - 山川剛史
- エグゼクティブプロデューサー - 吉岡昌仁
- プロデューサー - 小林教子(第十一話まで)、横山敏
- 製作 - テレビ東京(第十一話まで)、トムス・エンタテインメント

#### 主題歌
オープニングテーマ「Like an angel」
作詞・作曲・歌 - 石川知亜紀 / 編曲 - 加藤みちあき
エンディングテーマ「水たまり」
作詞・歌 - kayoko / 作曲 - kayoko&小宮山真介 / 編曲 - 小宮山真介

#### 各話リスト
| 話数     | サブタイトル       | 脚本     | 絵コンテ | 演出           | 作画監督          | 放送日         |
| -------- | ------------------ | -------- | -------- | -------------- | ----------------- | -------------- |
| 第一話   | 人魚は笑わない     | 宮下隼一 | 奥脇雅晴 | 細田雅弘       | 秦野好紹          | 2003年 10月5日 |
| 第二話   | 闘魚の里（前編）   | 笹野恵   | 西村純二 | 岡崎幸男       | 日向正樹          | 10月12日       |
| 第三話   | 闘魚の里（後編）   | 笹野恵   | 西村純二 | 江島泰男       | かわむらあきお    | 10月19日       |
| 第四話   | 人魚の森（前編）   | 玉井☆豪  | 奥脇雅晴 | 辻太輔         | 依田正彦          | 10月26日       |
| 第五話   | 人魚の森（後編）   | 玉井☆豪  | 奥脇雅晴 | まつぞのひろし | をがわいちろを    | 11月2日        |
| 第六話   | 夢の終わり         | 笹野恵   | 大庭秀昭 | 大庭秀昭       | 秦野好紹          | 11月9日        |
| 第七話   | 舎利姫             | 島崎大基 | 奥脇雅晴 | 渡辺純央       | 大久保修 服部益美 | 11月16日       |
| 第八話   | 最後の顔（前編）   | 玉井☆豪  | 奥脇雅晴 | 宮田亮         | 日向正樹          | 11月30日       |
| 第九話   | 最後の顔（後編）   | 玉井☆豪  | 奥脇雅晴 | 後信治         | かわむらあきお    | 12月7日        |
| 第十話   | 約束の明日（前編） | 宮下隼一 | 西村純二 | 村上将         | 石川晋吾          | 12月14日       |
| 第十一話 | 約束の明日（後編） | 宮下隼一 | 大宅光子 | まつぞのひろし | をがわいちろを    | 12月21日       |
| 第十二話 | 人魚の傷（前編）   | 宮下隼一 | 奥脇雅晴 | 又野弘道       | をがわいちろを    | 2004年 5月19日 |
| 最終話   | 人魚の傷（後編）   | 宮下隼一 | 奥脇雅晴 | まつぞのひろし | 佐藤正樹          | 2004年 5月19日 |

#### 放送局
| 放送期間（または、放送体制）   | 放送時間         | 放送局         | 対象地域       | 備考                    |
| ------------------------------ | ---------------- | -------------- | -------------- | ----------------------- |
| 2003年10月5日 - 2003年12月21日 | 日曜 0:55 - 1:25 | テレビ東京     | 関東広域圏     | 製作局                  |
| 遅れネット                     | 木曜 2:30 - 3:00 | テレビ北海道   | 北海道         |                         |
|                                | 木曜 1:58 - 2:28 | テレビ愛知     | 愛知県         |                         |
|                                | 日曜 1:25 - 1:55 | テレビ大阪     | 大阪府         |                         |
|                                | 水曜 1:40 - 2:10 | テレビせとうち | 岡山県・香川県 |                         |
|                                | 火曜 2:25 - 2:55 | TVQ九州放送    | 福岡県         |                         |
|                                | 月曜 0:30 - 1:00 | BSジャパン     | 日本全域       | BS放送 現・BSテレビ東京 |

| テレビ東京 日曜 0:55枠、BSジャパン 月曜 0:30枠 | テレビ東京 日曜 0:55枠、BSジャパン 月曜 0:30枠 | テレビ東京 日曜 0:55枠、BSジャパン 月曜 0:30枠 |
| 前番組                                         | 番組名                                         | 次番組                                         |
| ---------------------------------------------- | ---------------------------------------------- | ---------------------------------------------- |
| 高橋留美子劇場 （ここまでテレビ東京は24:50枠） | 高橋留美子劇場 人魚の森                        | モンキーターン                                 |